# Meteorologická stanice

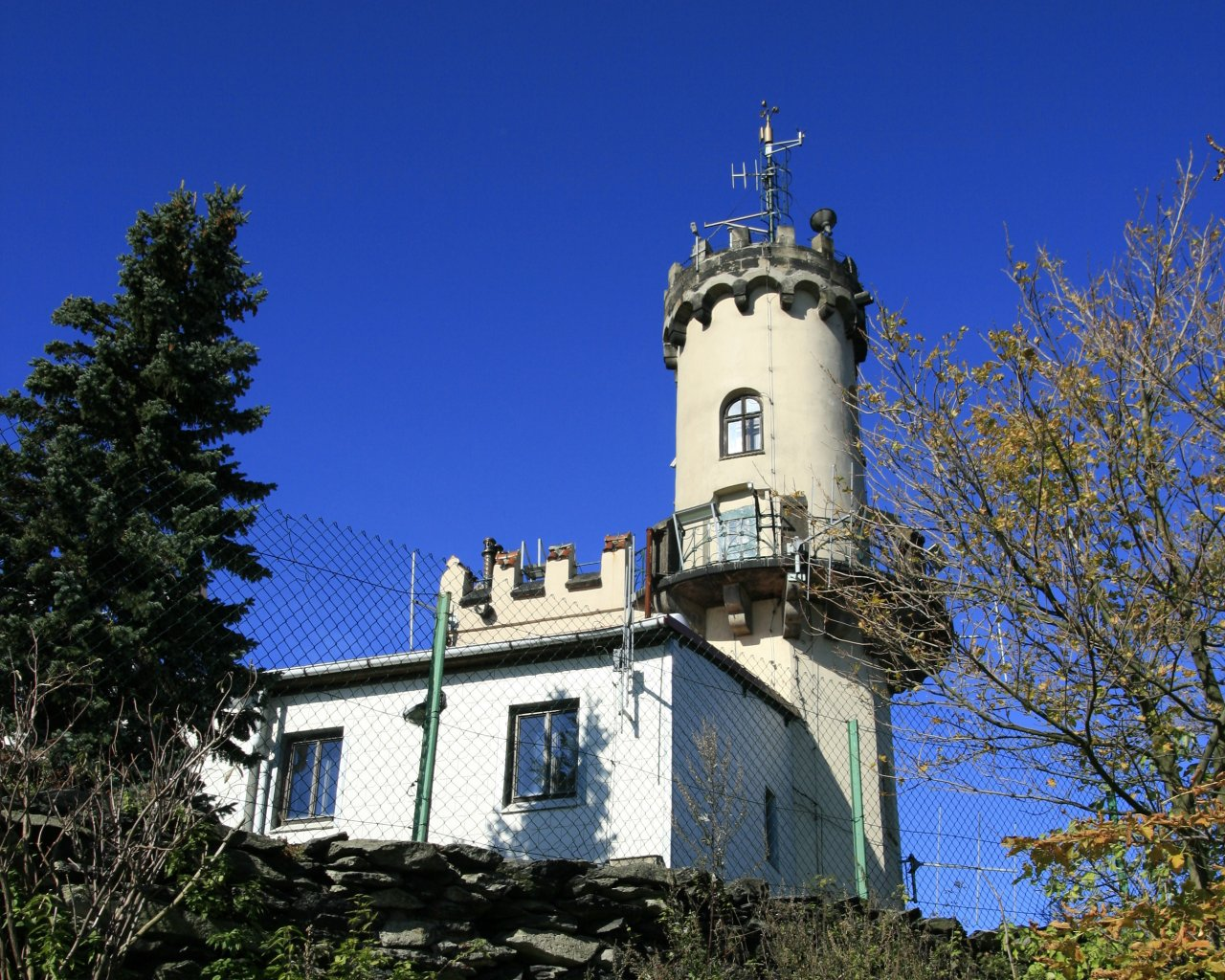
Meteorologická stanice Ústavu fyziky atmosféry na Milešovce, která je synoptickou stanicí.

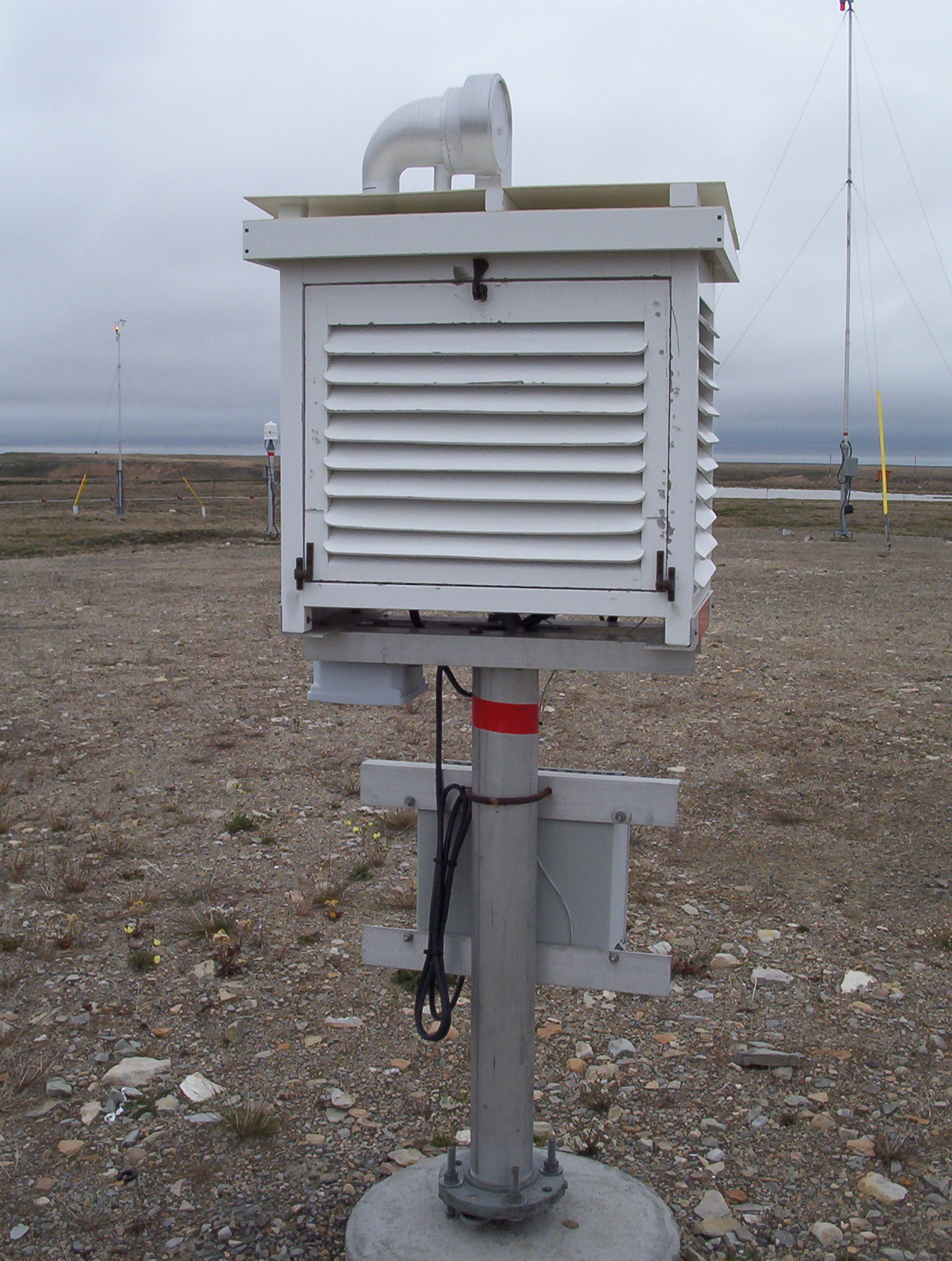
Stevensonova clona je budka na umístění měřidel meteorologické stanice. Pokud je menší, tak může nadhodnocovat denní maxima teplot i o 0,5 °C.

Meteorologická stanice je zařízení pro měření meteorologických údajů potřebných pro další předpověď průběhu počasí. Meteorologická stanice může plnit úkoly různého odborného zaměření a rozsahu. Meteorologických stanic je více typů, na typické profesionální stanici se měří teplota vzduchu (maximální, minimální teplota, minimální teplota ve výšce 5 cm a 2 m nad zemí), vlhkost vzduchu (ve výšce 2 m nad zemí), směr a rychlost větru (ve výšce 10 metrů nad zemí), množství vodních srážek, množství napadaného sněhu, určuje se množství oblačnosti a pozorují se další meteorologické jevy (bouřky, mlha, jinovatka, náledí, námraza, rosa apod.). Nejstarší meteorologická stanice v České republice se nachází v pražském Klementinu.

## Druhy meteorologických stanic

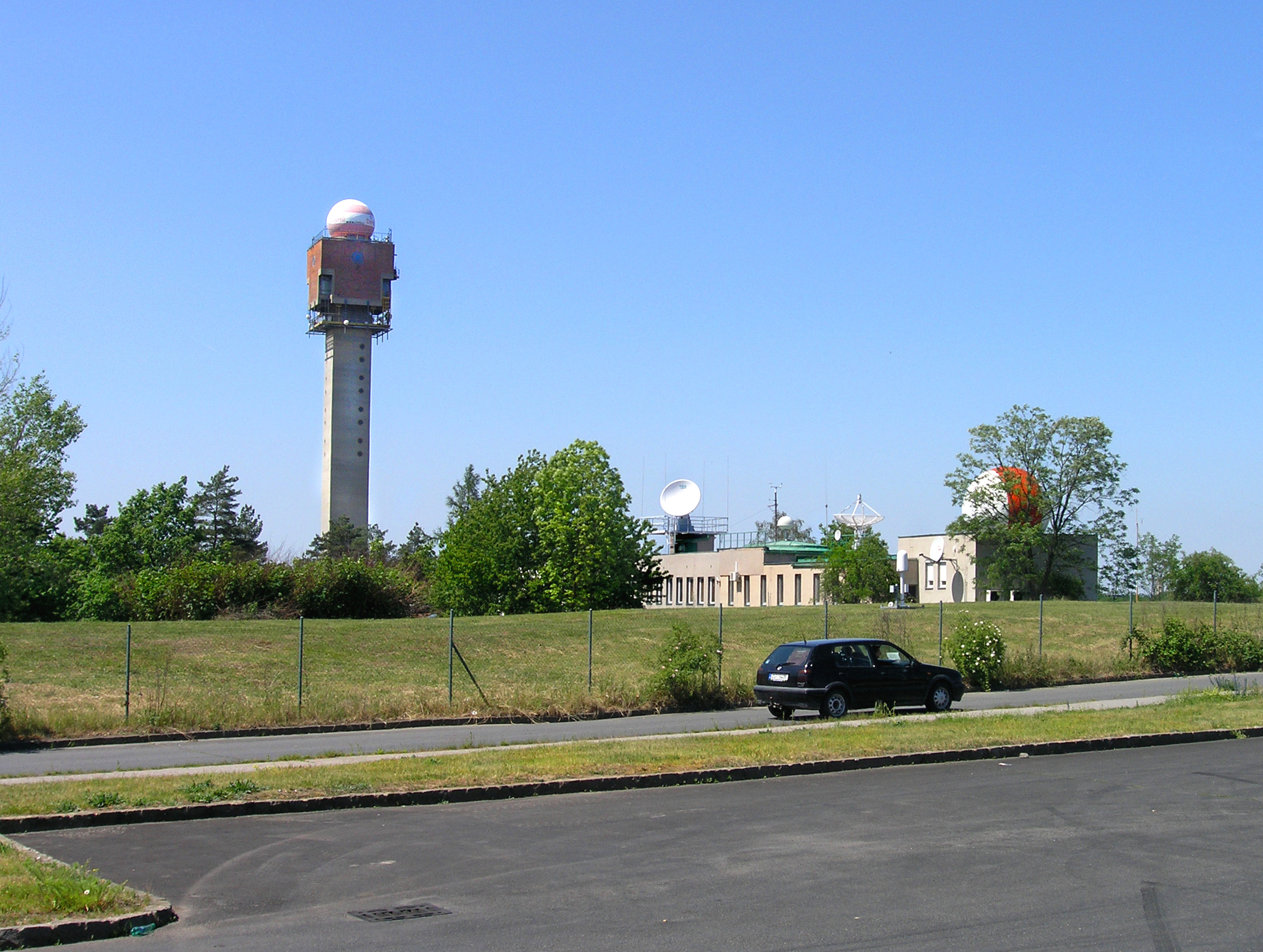
Meteorologická observatoř Českého hydrometeorologického ústavu Praha - Libuš, která provádí synopticko-klimatologické pozorování

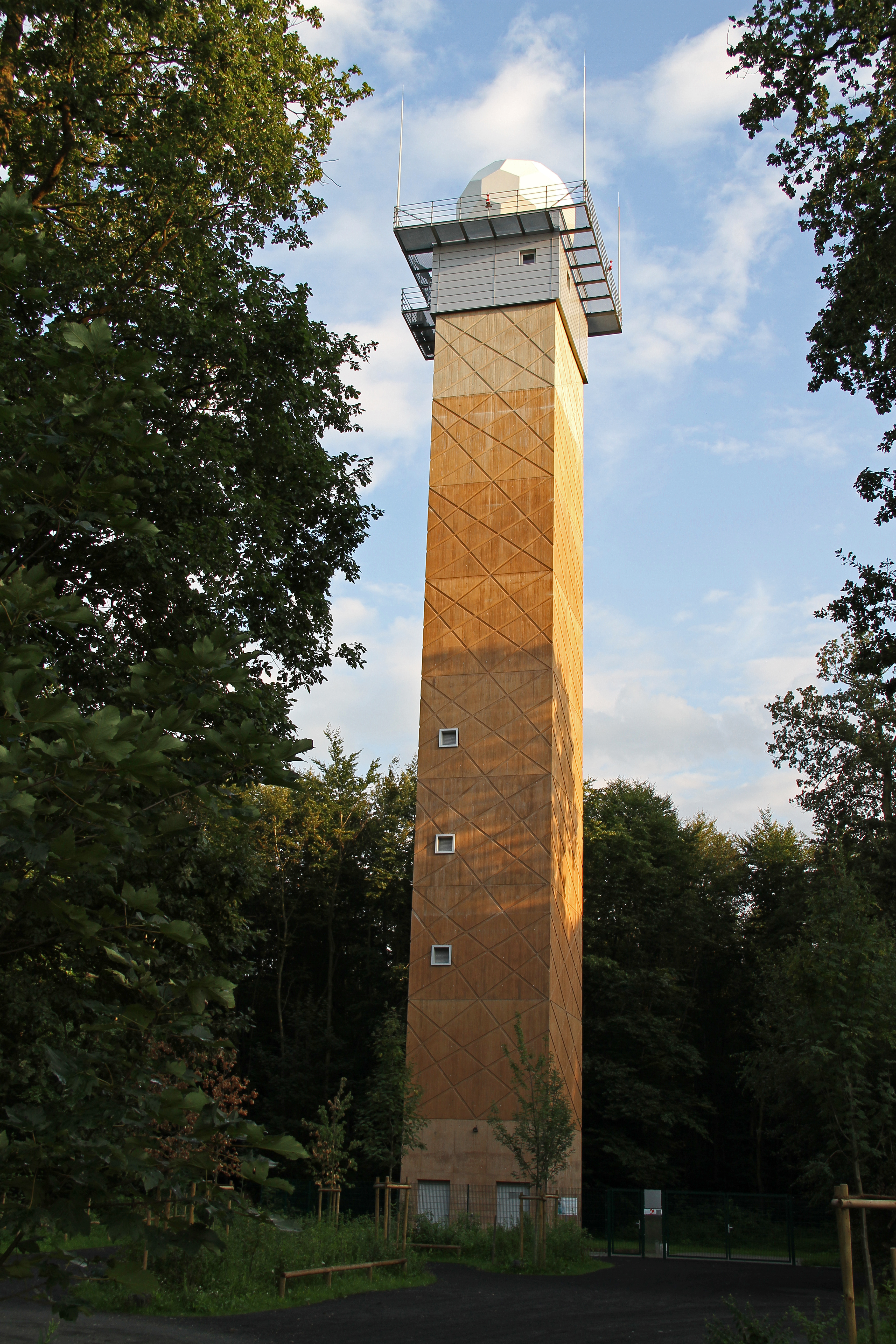
Meteorologický radar v německém Dreieich-Offenthalu

### Synoptické stanice
Na těchto stanicích probíhá nejrozsáhlejší sběr různých meteorologických údajů, které se poté přenášejí ke zpracování (např. v Českém hydrometeorologickém ústavu modelem ALADIN), jehož konečným výsledkem jsou mj.  předpovědi vývoje počasí. Dříve se z naměřených hodnot přímo vytvářely synoptické mapy aktuálního stavu počasí a z nich předpověď.

### Klimatologické stanice
Slouží pro sledování vývoje klimatu, proto se zde meteorologické údaje měří pouze třikrát denně – v 7, 14, 21 hod. SEČ. V ČR je jich 165.[zdroj?]

### Srážkoměrné stanice
Zde probíhá pouze měření množství spadlých srážek (deště, sněhu), to se provádí v 7 hod. SEČ. V ČR je jich 684.[zdroj?]

### Letecké stanice
Slouží pro sledování počasí pro potřeby letecké dopravy. V ČR je jich 11.[zdroj?]

### Silniční stanice
Silniční meteorologické stanice slouží jednak pro potřeby zimní údržby komunikací a jednak pro informování účastníků silničního provozu, resp. řízení dopravy. Kromě obvyklých atmosférických senzorů tyto stanice zahrnují především vozovkové senzory, které detekují stav a teplotu povrchu vozovky a také bod mrznutí roztoku na vozovce (koncentraci soli). Silničních meteostanic je v ČR zhruba 400 (2011) a většinu z nich vlastní Ředitelství silnic a dálnic z titulu správy silnic I. a vyšší třídy.

### Amatérské stanice

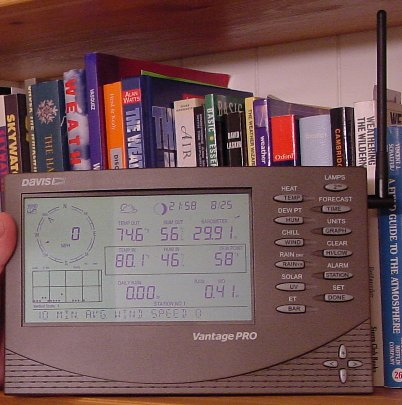
Ovládací panel amatérské meteorologické stanice

Amatérské meteorologické stanice si pořizují lidé se zájmem o meteorologii (amatérští pozorovatelé počasí) a slouží soukromým účelům. V Česku se jejich počet odhaduje na 600 až 900 stanic, které posílají nepřetržitě data na internet.